# Herrenhaus Waitze

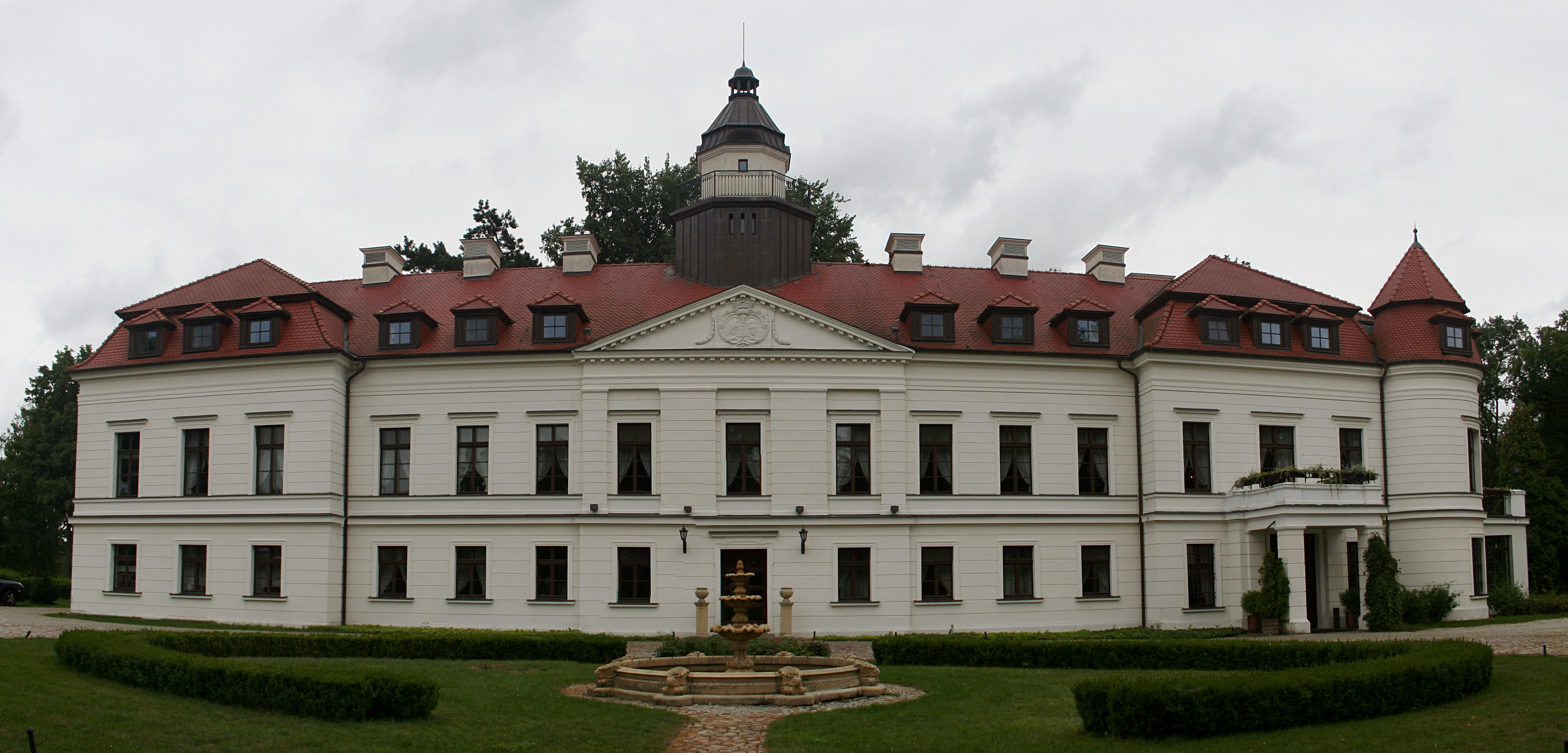
Herrenhaus Waitze

Das Herrenhaus Waitze ist ein Herrenhaus im südlichen Teil des Ortes Wiejce (deutsch: Weitze) am Ufer der Warthe in der Gemeinde Skwierzyna (Schwerin an der Warthe) im Landkreis Meseritz (Międzyrzecz).

## Geschichte
Das Dorf wurde möglicherweise schon 1420 erwähnt. Für 1620 ist eine Schenkungsurkunde von Tytus Breza an seine Mutter Barbara Schonaich überliefert. Im Jahr 1626 war Stanislaw Breza als Besitzer erwähnt, im Jahr 1779 von Onufry von Klono. Ein erstes Herrenhaus im Ort war vermutlich auf dem Gelände des Zachenberges.
Im Jahr 1832 wurde das Besitzrecht über das Dorf versteigert, für 1855 ist Wilhelm Georg von Jena als Besitzer genannt, im Jahr 1872 dann Adolf Wollmann, der auch Besitzer der örtlichen Glashütte „Charlottenhütte“ war. Nach 1904 bis zur Vertreibung 1945 gehörte das Herrenhaus den von Bennigsen.
Das im Zweiten Weltkrieg unbeschädigte Herrenhaus wurde in der Volksrepublik Polen zunächst als Schule, dann als Kinderferienheim genutzt. Im Jahr 1967 wurde das Herrenhaus durch einen Brand schwer zerstört.
Nach Restaurierung, Rekonstruktion und Modernisierung ist das Herrenhaus heute ein Hotel.

## Architektur
Das heutige Herrenhaus entstand unter den Jena. Das Herrenhaus ist ein zweigeschossiger Bau mit rechteckigem Grundriss, der unter Alexander von Benningsen im Stil des Neobarock umgebaut und mit Risaliten auf der Schmalseite erweitert. Die Hauptfronten sind durch dreiachsige Pseudorisalite gestaltet, die hofseitig mit einem Dreiecksgiebel, gartenseitig mit halbrunden Giebeln bekrönt sind. Der gesamte Bau hat ein Satteldach in Biberschwanz-Doppeldeckung. An der Westseite ist am Anfang des 20. Jahrhunderts eine Orangerie angebaut wurden. Im Giebel über dem Haupteingang sind Wappen der von Bennigsen und der von Zedlitz angebracht. Ein Wirtschaftshof nördlich zwischen dem Herrenhaus und der Dorfstraße.